# Ed en Willem Bever
Ed en Willem Bever zijn twee personages uit de Nederlandse jeugdserie De Fabeltjeskrant. De twee gebroeders kwamen in 1968 in het Grote Dierenbos wonen om daar de vooruitgang te brengen.

## De komst van de gebroeders Bever
De komst van de Bevers geschiedde op een moment in 1968 dat de serie gedoemd leek van de buis te verdwijnen. De verhalen zouden te moralistisch en te gecompliceerd zijn. Vandaar dat de schrijver van De Fabeltjeskrant Leen Valkenier besloot om een aantal dieren in de serie te introduceren, waarmee de kijkers zich gemakkelijk konden identificeren. Dit werden de twee noeste arbeiders Ed en Willem Bever. Het bleek een gouden greep.
Aanvankelijk moeten de andere dieren niets van de gebroeders Bever hebben. Ze moeten er erg aan wennen dat de gebroeders Bever hen de vooruitgang komen brengen.

## Willem Bever

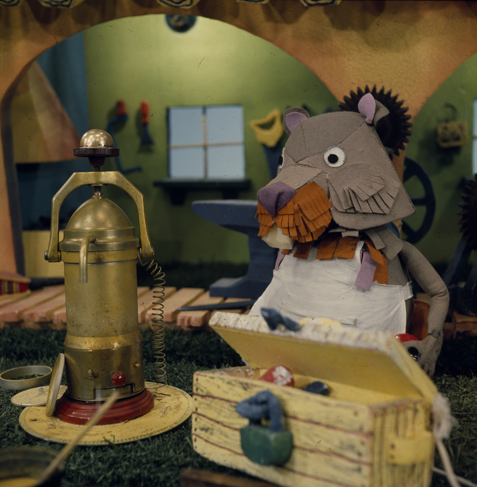
Willem Bever

Willem Bever is de bever met het witte schort. Hij heeft enkel technische school gevolgd en is tevens de meest romantische van het tweetal. Af en toe trekt hij zich terug in zijn volkstuintje en verkeert dan soms in gezelschap van Harry Lepelaar. Hij wordt bewonderd door Martha Hamster, maar Willem weet niet zo goed hoe hij hiermee om moet gaan. Op zijn eigen manier probeert hij indruk op haar te maken door een stereo-installatie voor haar te bouwen. Maar dit doet hij ook, omdat hij het zo leuk vindt om te doen.

## Ed Bever

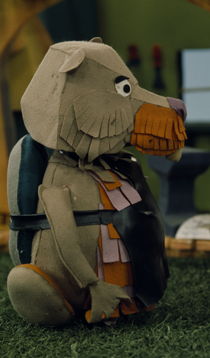
Ed Bever

Ed Bever is de bever met het zwarte schort. Hij heeft doorgeleerd voor boekhouder en is de ernstigste van het tweetal. Dit valt mede te zien aan de stand van zijn wenkbrauwen. Ed Bever probeert ook vaak indruk te maken op Juffrouw Ooievaar. Als hij dan een conversatie met haar heeft, probeert hij bekakt te praten. Dit lukt maar ten dele, omdat het werkmansaccent toch duidelijk te horen is.

## Kunst- en vliegwerk
Het bedrijf van de gebroeders Bever heet Kunst- en Vliegwerk, al komt die naam in De Fabeltjeskrant niet zo heel erg op de voorgrond. Na hun komst hebben ze diverse bouwwerken in het dierenbos doen verrijzen, zoals het Praathuis, een postkantoor voor Ome Gerrit de Postduif, een huis voor Juffrouw Ooievaar en niet in de laatste plaats hun eigen werkplaats. Ook hebben ze diverse voertuigen op hun naam staan zoals de Schildwagen voor Stoffel de Schildpad, hun eigen stoomwagen (ook wel 'voertuig' genoemd) en een speciale hulpbus waarmee de doktoren Meindert het Paard en Zaza Zebra naar het Derde Dierenbos konden om daar de helpende hand te bieden.

## Werkschorten
De bevers zijn in het bijzonder te herkennen aan hun schorten. Willem Bever draagt een wit schort en Ed Bever draagt een zwart schort. In het seizoen 1986–1987 waarin De Fabeltjeskrant slechts twee dagen per week op de buis was, droegen de beide bevers elk een schort van blauwe spijkerstof.

## Acteurs
De gebroeders Bever spreken met een Rotterdams werkmansaccent. De rol van Willem werd vertolkt door Frans van Dusschoten, die van Ed door Ger Smit.
Hun belevenissen liepen soms parallel met die van de twee grootste vakbonden in de echte wereld, maar de personages zijn gebaseerd op Fred en Han Kullberg, die de schrijver van de Fabeltjeskrant, Leen Valkenier, kende uit zijn jeugd als decorbouwers bij de plaatselijke toneelclub in Vreewijk (Rotterdam).

## Hits
De gebroeders Bever hebben ook enkele liedjes op hun naam staan, waarvan sommige de hitparade haalden:
- Ajax zal 'm raken
- Het stoomlied (kunst-en vliegwerk) ("Als m´n manometer goed staat..."), hittip van Radio Veronica-dj Lex Harding; op de B-kant Momfer de Mol (1970)
- Hup, daar is Willem ("met de waterpomptang, de nijptang of de combinatietang") (1971). Dit nummer haalde de 4e plaats in de Veronica Top-40.